# Мохиэддин, Ахмед Фуад
Ахмед Фуад Мохиэддин (араб. أحمد فؤاد محي الدين‎; 16 февраля 1926, Кальюбия, Королевство Египет — 5 июня 1984, Каир, Египет) — египетский государственный деятель, премьер-министр в 1982—1984 годах.

## Биография
В 1949 году закончил медицинский факультет Каирского университета по специальности врач-рентгенолог. Работал врачом, преподавателем медицинского факультета, начальником управления министерства здравоохранения страны.
В 1958 году защитил докторскую диссертацию.
В 1962 году вошёл в руководящие органы партии Арабский социалистический союз (АСС). Был членом секретариата ЦК АСС по делам профсоюзных объединений. Избирался секретарём АСС в провинции Кальюбия.
В 1968—1973 годах — губернатор провинций Шаркия, Александрия и Эль-Гиза.
В 1973—1974 годах — министр по вопросам местного самоуправления и народных организаций.
В 1974—1978 годах — министр здравоохранения.
В 1978—1982 годах — министр по делам Народного Собрания и заместитель премьер-министра.
Был председателем парламентской комиссии по иностранным делам.
С 1976 года в Арабской социалистической партии, с 1977 года — один из двух её генеральных секретарей. После её роспуска вошёл в политбюро правящей Национально-демократической партии.
С мая 1980 года — первый заместитель премьер-министра.
С 4 января 1982 года — премьер-министр. 5 июня 1984 года скоропостижно скончался от инфаркта.